# Джрарбі
Джрарбі (вірм. Ջրարբի) — село в марзі Армавір, на заході Вірменії. Село розташоване за 11 км на південний захід від міста Вагаршапат, за 3 км на захід від села Апага, за 3 км на північний захід від села Джрарат та за 4 км на північний схід від села Єрасхаун.